# Westergasfabriek
La Westergasfabriek (« Usine à gaz de l'ouest » en néerlandais) est une ancienne usine à gaz fondée par l'Imperial Continental Gas Association, située dans l'arrondissement West d'Amsterdam. Au début du XXIe siècle, elle a fait l'objet d'importants travaux de rénovation visant à la reconvertir en un espace culturel et de loisir au sein du Westerpark. Le complexe comprend également des studios d'enregistrement de télévision et de radio.